# Championnat de Turquie de football 1979-1980
Navigation
Saison précédente Saison suivante
La saison 1979-1980 du Championnat de Turquie de football est la 22e édition de la première division turque, la 1. Turkiye Lig. Les 16 équipes sont regroupées au sein d'une poule unique, où chaque équipe affronte tous les adversaires de sa poule 2 fois, à domicile et à l'extérieur.
Trabzonspor termine une nouvelle fois en tête du championnat cette année. C'est le 4e titre de champion de son histoire en 5 saisons.

## Les 16 clubs participants
| - Galatasaray - Diyarbakirspor - Gaziantep SK - Promu de D2 - Rizespor - Promu de D2 - Adana Demirspor - Eskisehirspor - Altay SK - Bursaspor | - Fenerbahce SK - Besiktas JK - Göztepe Izmir - Kayserispor - Promu de D2 - Trabzonspor - Zonguldakspor - Orduspor - Adanaspor AS |

## Compétition

### Classement
Le barème de points servant à établir le classement se décompose ainsi :
- Victoire : 2 points
- Match nul : 1 point
- Défaite : 0 point

| Rang | Équipe           | Pts | J  | G  | N  | P  | Bp | Bc | Diff |
| ---- | ---------------- | --- | -- | -- | -- | -- | -- | -- | ---- |
| 1.   | Trabzonspor (T)  | 39  | 30 | 12 | 15 | 3  | 25 | 11 | +14  |
| 2.   | Fenerbahçe SK    | 35  | 30 | 12 | 11 | 7  | 31 | 27 | +4   |
| 3.   | Zonguldakspor    | 33  | 30 | 9  | 15 | 6  | 26 | 19 | +7   |
| 4.   | Bursaspor        | 33  | 30 | 12 | 9  | 9  | 28 | 28 | 0    |
| 5.   | Rizespor (P)     | 32  | 30 | 14 | 4  | 12 | 37 | 34 | +3   |
| 6.   | Eskisehirspor    | 31  | 30 | 8  | 15 | 7  | 29 | 26 | +3   |
| 7.   | Orduspor         | 30  | 30 | 8  | 14 | 8  | 26 | 32 | -6   |
| 8.   | Adana Demirspor  | 29  | 30 | 10 | 9  | 11 | 26 | 23 | +3   |
| 9.   | Galatasaray SK   | 29  | 30 | 8  | 13 | 9  | 28 | 26 | +2   |
| 10.  | Adanaspor AS     | 29  | 30 | 9  | 11 | 10 | 21 | 21 | 0    |
| 11.  | Beşiktaş JK      | 29  | 30 | 8  | 13 | 9  | 25 | 27 | -2   |
| 12.  | Altay Izmir (C)  | 28  | 30 | 9  | 10 | 11 | 28 | 27 | +1   |
| 13.  | Gaziantep SK (P) | 28  | 30 | 9  | 10 | 11 | 25 | 24 | +1   |
| 14.  | Göztepe Izmir    | 27  | 30 | 8  | 11 | 11 | 27 | 33 | -6   |
| 15.  | Kayserispor (P)  | 25  | 30 | 6  | 13 | 11 | 19 | 28 | -9   |
| 16.  | Diyarbakırspor   | 23  | 30 | 8  | 7  | 15 | 21 | 36 | -15  |

|  | Qualifié pour la Coupe des clubs champions 1980-1981 |
|  | Qualifié pour la Coupe des Coupes 1980-1981          |
|  | Qualifié pour la Coupe UEFA 1980-1981                |
|  | Relégation en 2. Lig                                 |

## Bilan de la saison
| Tableau d'Honneur                  |             |
| Compétition                        | Vainqueur   |
| Championnat de Turquie de football | Trabzonspor |
| Coupe de Turquie                   | Altay Izmir |

| Qualifications européennes                    |               |
| Coupe des clubs champions européens 1980-1981 | Qualifié      |
| Premier tour                                  | Trabzonspor   |
| Coupe des Coupes 1980-1981                    | Qualifié      |
| Premier tour                                  | Altay Izmir   |
| Coupe UEFA 1980-1981                          | Qualifié      |
| Premier tour                                  | Fenerbahce SK |

| Promotion et relégation |                                           |
| Relégués en 2e division | Göztepe Izmir Kayserispor Diyarbakirspor  |
| Promus en Super Lig     | Kocaelispor Mersin Idmanyurdu SK Boluspor |